# 아우트헤베를레이

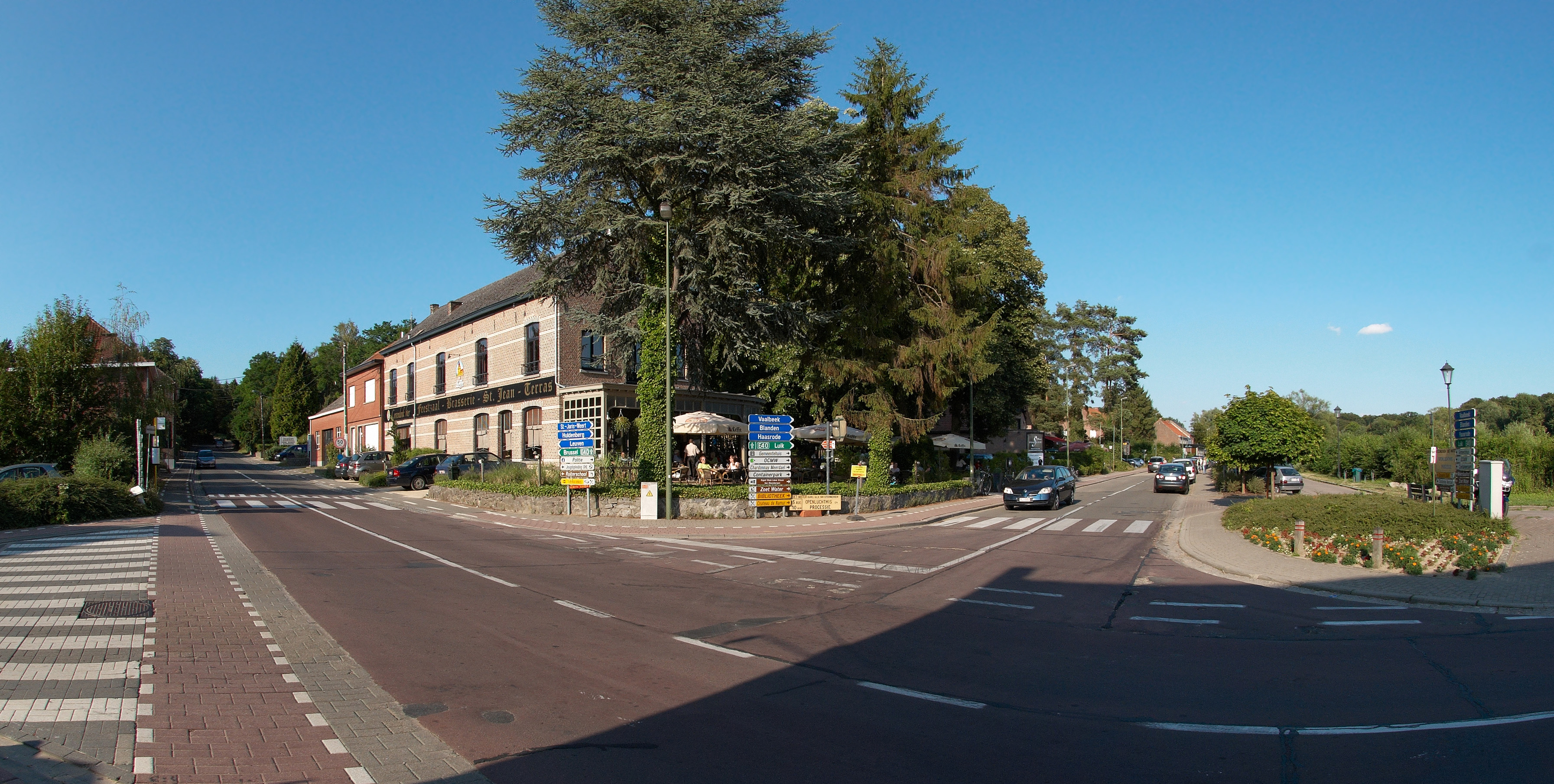
아우트헤베를레이

아우트헤베를레이(네덜란드어: Oud-Heverlee)는 벨기에 플란데런 지역 플람스브라반트주에 위치한 도시로 면적은 31.15km2, 인구는 10,973명(2016년 1월 1일 기준), 인구 밀도는 350명/km2이다.

시기
시 문장